# Annalen von Ulster
Die Annalen von Ulster (irisch: Annála Uladh, englisch: Annals of Ulster) gehören zu den bedeutendsten mittelalterlichen historischen Werken Irlands. Sie sind weitgehend in irischer Sprache verfasst mit sehr wenigen lateinischen Einträgen. Sie umfassen den Zeitraum von 431 bis 1541. Kompiliert wurden sie im 16. Jahrhundert.
Sie basiert in den älteren Teilen auf dem Corpus der sog. Chronik von Irland.

## Erhaltene Handschriften
Es gibt vier erhaltene Handschriften:
- Die Handschrift aus der Bibliothek des Trinity College in Dublin wurde in ihren Einträgen bis zum Jahr 1489 durch den Kopisten Ruaidhrí Ó Luinín zusammengetragen.  Spätere Einträge erfolgten von anderen Autoren. Die Einträge für 1102 bis 1108, 1115.4-1162.3 und 1374 bis 1378 fehlen.

- Die Handschrift aus der Bodleian Library der Universität Oxford umfasst die Einträge bis 952 (zusammengestellt von Ruaidhrí Ó Casaide), die folgenden Einträge bis 1507 von Ruaidhri Ó Luinín und einiger weiterer mit der Ausnahme von Matha Ó Luinín nicht identifizierter Kopisten. Die Einträge für 1131.3-1155 und 1307 bis 1315 fehlen.

- Die British Library in London besitzt eine englische Übersetzung des irischen Texts für die Einträge von 431 bis 1132.1, von 1156 bis 1307 und von 1486 bis 1504. Dieser Text enthält einige Einträge, die in dem irischen Original nicht erhalten geblieben sind.

- Eine weitere Handschrift der British Library in London ist eine Übersetzung des irischen Textes in Latein, die den Zeitraum von 1200 bis 1296 umfasst. Dabei wurde auch Material von anderen Quellen übernommen.